# Force aérienne du Bophuthatswana
La Bophuthatswana Air Force (surnommée Bop Air Force), nommée aussi Tshireletso ya Bophuthatswana, a été la force aérienne du Bophuthatswana, un des bantoustans sud-africains qui rejoint l'Afrique du Sud en 1994.

## Historique

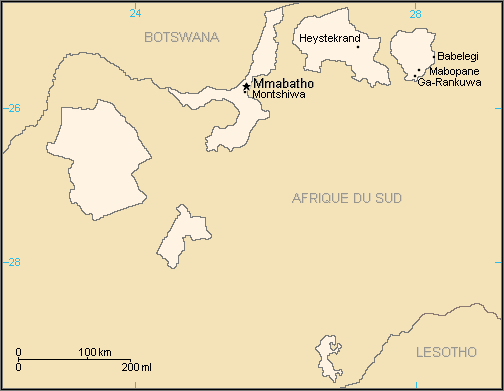
Carte politique du Bophuthatswana, cette entité est divisée en six entités éloignées les unes des autres.

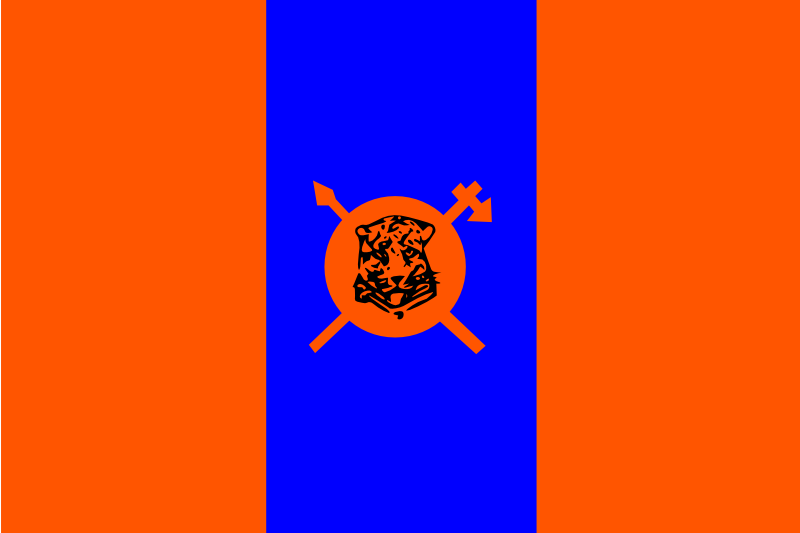
Drapeau de la BDF.

La composante aérienne de la Bophuthatswana Defence Force (BDF) naquit le 19 mars 1981 avec l'achat d'une Alouette III à une société sud-africaine.
Les pilotes de cette modeste force aérienne venaient d'Afrique du Sud et aucun de ses appareils ne fut armé. Son rôle principal consista à soutenir l'armée de terre, d'effectuer des évacuations sanitaires et d'effectuer des reconnaissances le long des frontières. Son effectif fut modeste et varia de 120 à 150 personnes, et sa base principale lors de sa dissolution était la Air Force Base Mmabatho ouverte le 28 novembre 1992 et située dans l'enceinte du Mahikeng Airport (en), appelé aussi Mmabatho Airport disposant d'une piste de 4,6 km.
En 1982, elle prit le nom de Bophutatswana Air Wing (Bob Air Wing) avec l'arrivée d'une 2e Alouette III et de deux avions Helio Courier (en) H-295 Super Courier (avions utilitaires américains ADAC mis en service au début des années 1960). En 1983, deux Partenavia P.68 italiens dont un des 21 modèles Observer construits équipé d'un nez transparent fut acheté (appareils de transport léger bimoteur avec sept places dont le premier vol remonte à 1970) et un AS-355 Écureuil qui fut affecté aux déplacements VIP, essentiellement ceux du président Lucas Mangope. En novembre 1989, cette dernière fut remplacée par un SA-365N1 Dauphin.
En 1985, un CASA C-212-200 Aviocar espagnol fut acheté pour le transport de parachutistes, un CASA 212-300 fut reçu en 1987. Les 2 Helio furent retirés du service et remplacés par deux hélicoptères MBB-Kawasaki BK 117.
Avec l'arrivée d'autant de nouveautés, la Bop Air Wing prit fin 1987 le nom de Bop Air Force. En 1988, elle dispose de 17 officiers et 60 sous-officiers et hommes du rang.
En 1990, la BAF voit l'arrivée d'un avion de transport léger ADAC Pilatus PC-6 et de trois Pilatus PC-7. Basés à Mmabatho AFB, les trois PC-7 servaient à l'entrainement et à la surveillance des frontières. La patrouille acrobatique de la Bop Air Force « Leopard Aerobatic Team » était formée avec ces avions équipés alors de pods fumigènes. En 1991, elle reçoit encore un avion de transport CASA CN-235.
En mars 1994, le régime de Lucas Mangope est renversé par une révolution populaire, précipitée par la tentative du Mouvement de résistance afrikaner de venir à son secours pour le maintenir au pouvoir à la suite de la décision du gouvernement sud-africain de réintégrer tous les bantoustans pour les élections générales du 27 avril 1994. La BaF se rangea du côté de celle-ci.
Lors de la disparition des bantoustans et leur intégration en tant que provinces de l'Afrique du Sud le 27 avril 1994, les aéronefs et les installations aéronautiques de ceux-ci ont intégré la South African Air Force et éventuellement revendus tandis qu'une partie du personnel a intégré les nouvelles forces armées sud-africaines.

## Organigramme
Son chef était en 1993 le Brig. M.P. Janse van Rensburg qui prenait ses ordres directement du chef de la BDF.
Elle comptait une escadrille d'hélicoptères, une de transport et une d'entrainement.

## Parc aérien
| Aéronefs                        | Origine         | Type                               | Nombre          | Date d'entrée et fin de service | Remarques |                 |
| Avion de combat                 | Avion de combat | Avion de combat                    | Avion de combat | Avion de combat                 | Avion de combat | Avion de combat |
| ------------------------------- | --------------- | ---------------------------------- | --------------- | ------------------------------- | --- | --------------- |
| Pilatus PC-7 Turbo Trainer      | Suisse          | Entrainement/COIN                  | 3               | 1990/1994                       | (s/n 558 à 560 / code T400, T410 et T420) reçu en 1990. Transférés à la SAAF en 1994, ils sont restitués au constructeur en échange d'un PC-12 et réintroduits sur le marché civil. |                 |
| Avion de transport/liaison      |                 |                                    |                 |                                 | |                 |
| Helio Courier (en) H295         | États-Unis      | Utilitaire/transport               | 2               | 1982/1985                       | |                 |
| Cessna Citation II              | États-Unis      | Liaison/VIP                        | 1               | 1982/1993                       | |                 |
| Partenavia P.68 Observer        | Italie          | Surveillance/observation/transport | 2               | 1983/1991                       | |                 |
| CASA C-212 Aviocar              | Espagne         | Transport                          | 2               | 1985/1994                       | |                 |
| Pilatus PC-6/B2-H2 Turbo-Porter | Suisse          | ADAC/liaison/COIN                  | 1               | 1990/1994                       | (s/n 871 / code T320) livré en mars 1990, transféré à la SAAF en avril 1994 puis à la South African Police Service en août 1999.                                                    |                 |
| Grumman Gulfstream              | États-Unis      | Liaison/VIP                        | 1               | 1993                            | |                 |
| Hélicoptère                     |                 |                                    |                 |                                 | |                 |
| Sud-Aviation SA316 Alouette III | France          | Utilitaire/liaison                 | 2               | 1981/1994                       | |                 |
| AS.355 Écureuil 2               | France          | Liaison/VIP                        | 1               | 1983/1992                       | |                 |
| MBB-Kawasaki BK 117             | Allemagne       | Utilitaire/liaison                 | 2               | 1987/1994                       | |                 |
| SA.365N-1 Dauphin               | France          | VIP                                | 1               | 1989/1994                       | |                 |

## Sources
- Flight Global: World's Air Forces (1990)
- Frédéric Lert, « Ainsi finit la force aérienne du Bophutatswana », Le Fana de l'aviation, no 300,‎ novembre 1994, p. 22-27.